# 朱貴㸅
宜城康簡王朱貴㸅（1414年—1475年），明朝遼藩第一代宜城王，遼簡王朱植的庶第十五子。

## 生平
宣德七年（1432年），封宜城王。
成化十一年（1475年），朱貴㸅去世，享年六十二歲，諡號康簡。四年後，庶次子朱豪坅襲爵。

## 家庭

### 妻妾
- 程氏，荊州衛百戶程琨女，宣德七年（1432年）冊為宜城王妃[1]
- 花氏，生朱豪坅

### 子
- 第一子：不詳，早夭
- 庶次子：鎮國將軍→宜城長子→宜城榮僖王朱豪坅[2]
  - 嫡長子：鎮國將軍→宜城長子→宜城懷靖王朱恩銑
    - 嫡長子：鎮國將軍→宜城長子→宜城懿定王朱寵濱
      - 嫡長子：鎮國將軍→宜城長子→宜城榮昭王朱致棖
      - 第二子：朱致？[3]

    - 第二子：鎮國將軍朱寵洋[3]

  - 第二子：鎮國將軍朱恩鏌[3]
    - 第一子：朱寵澯[3]